# 모테기번
모테기 번(일본어: 茂木藩 모테기한[*])은 일본 에도 시대 시모쓰케국 하가군 모테기(현 도치기현 하가군 모테기정)에 있던 번이다. 당초에는 모테기 진야를 번청으로 두었다.

## 번의 역사
번조(藩祖)는 호소카와 후지타카의 차남으로 호소카와 다다오키의 동생인 호소카와 오키모토이다. 게이초 15년(1610년) 모테기 가문(茂木氏)이 아키타로 전봉되면서 그 뒤를 이어 하가 군 27개 촌 내의 1만 석 영지로 들어왔다. 겐나 2년(1616년) 오키모토는 오사카 전투에서의 전공으로 히타치국 쓰쿠바군 야타베 6천 2백 석 영지를 추가로 받고 번청을 야타베로 이전하였다. 이후 야타베 번으로써 존속하였다.
메이지 3년(1870년) 12월, 야타베 번주 호소카와 오키쓰라는 번청을 모테기로 이전하였으나, 이듬해의 메이지 4년(1871년) 7월 14일의 폐번치현으로 모테기 번은 폐지되었다. 이 당시 모테기 번은 구마모토번의 지번에 해당하는 위치에 있었다.

## 역대 번주
호소카와가
1. 호소카와 오키모토(細川興元) 재위 1610년 ~ 1615년

폐번 1615년 ~ 1871년
호소카와가(재봉)
1. 호소카와 오키쓰라(細川興貫) 재위 1870년 ~ 1871년